# アルケミスト (音楽プロデューサー)
アルケミスト（The Alchemist、本名：Alan Daniel Maman、1977年10月25日 - ）はビバリーヒルズ出身、ロサンゼルスを拠点に活動する音楽プロデューサー、DJ、ヒップホップMCである。

## 来歴
ダイレイテッド・ピープルズのプロデュースを経て、DJ Muggsの紹介によりモブ・ディープ、ナズ、ファット・ジョー、ジェイダキス、ゴーストフェイス・キラー、スヌープ・ドッグなど、さまざまなヒップホップアーティストのプロデュースも手がけてきた。 
ファースト・アルバムである「1st Infantry」の収録曲「Hold You Down」は2005年にビルボードHot100で95位を獲得した。また同年、グリーン・ランタン(DJ Green Lantern)の代役としてエミネム、オービー・トライスの公式ツアーDJに選ばれたが、2005年7月13日にアンガー・マネージメント・ツアー3の途中でツアーバスが事故に遭い、あばら骨の骨折と肺に怪我を負った。また、同じくシェイディー・レコードのメンバーでもあるスタット・クオも怪我を負う。

## 所属レコード会社
- シェイディー・レコード（Shady Records）
- インタースコープ・レコード(Interscope Records)
- ALC・レコード(ALC Records)
- Gユニット・ウエスト(G-unit West)

## ディスコグラフィ

### ソロ・アルバム
- 1st Infantry (2004年)
- Chemical Warfare (2009年)
- Russian Roulette (2012年)
- Yacht Rock 2 (2019年)
- A Doctor, A Painter & An Alchemist Walk Into A Bar (2020年)
- The Food Villain (2020年)